# 本希考
36°11′59″N 2°50′55″E / 36.19972°N 2.84861°E

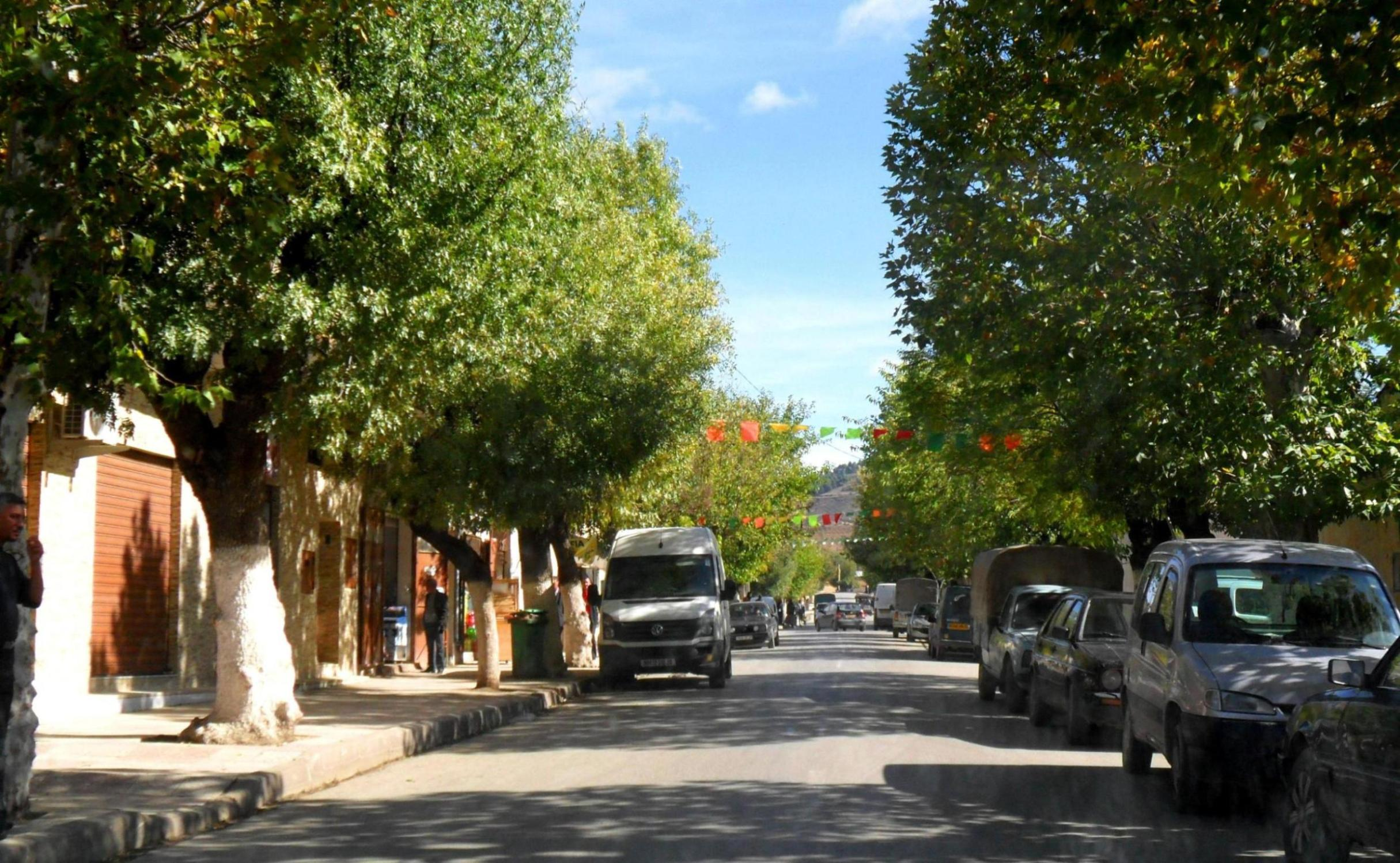
本希考

本希考（阿拉伯语：‎），是阿爾及利亞的城鎮，位於該國北部麥迪亞省，由烏宰拉區負責管轄，面積59平方公里，2008年人口9,728，人口密度每平方公里165人。